# 島育ち (パチスロ)
『島育ち』（しまそだち）は、2008年1月にオリンピアから発売された、5号機のパチスロ機。島唄シリーズのひとつ。保通協での型式名も同じである。

## 概要
台の上部にあるパトライトが効果音とともに光って回転すればボーナス確定という従来と同じ完全告知タイプの機種。通常は3枚掛けでプレイする。有効ラインは中段が無効の4ライン。3枚掛けの場合、1ゲームでの最大払い出し枚数は10枚となっている。ビッグボーナス中のみ2枚掛けとなるが、この場合の最大払い出し枚数は15枚である。
ボーナスはビッグボーナスとレギュラーボーナスの2種類が搭載されている。ビッグボーナスは2枚掛けで、345枚を超える払い出しで終了し（純増312枚）、レギュラーボーナスは3枚掛けで、10枚を超える払い出しで終了する（純増14枚）。
ボーナス比率は、ビッグ:レギュラー=約1:2。高設定ほどビッグの割合がやや高くなっている。ボーナス合成確率は設定6では1/73、設定1でも1/87と非常に高い。なお、ボーナスと小役との同時当選はなく、ボーナスはすべて単独当選である。
ボーナス中の打ち方は両ボーナスとも、順押しフリー打ちでよい。

## ボーナス確率
| 設定 | BIG確率 | REG確率 | 合成確率 |
| ---- | ------- | ------- | -------- |
| 1    | 1/278   | 1/127   | 1/87     |
| 2    | 1/266   | 1/125   | 1/85     |
| 3    | 1/257   | 1/122   | 1/83     |
| 4    | 1/247   | 1/119   | 1/80     |
| 5    | 1/234   | 1/114   | 1/77     |
| 6    | 1/221   | 1/109   | 1/73     |

※各数値はメーカー発表値。

## 演出
告知音にビッグボーナスが確定するものがある。また、告知後リール左側にあるシーサーランプが点灯すればビッグ確定。そのタイミングには、レバーON時・各ストップボタン停止時・ビッグ入賞時がある。
スタート音の遅れもあり、発生した場合はチェリーまたはビッグボーナスのいずれかが確定する。チェリーには3種類あり、さらにフラグが単独チェリー（フラグが成立した1種類しか入賞しない）と共通チェリー（3種類のいずれでも入賞する）とに分かれている。共通チェリーが成立すると、必ず遅れが発生するようになっている。
また、ビッグボーナス中のサウンドは多数搭載されており、特定の条件でのみ選ばれる曲も存在する。
使用楽曲はオリジナル曲のほか、9曲。
- 島唄（原盤使用）
- 童神（原盤使用）
- かなさんどー
- 国頭ジントーヨー
- ハイサイおじさん
- じんじん
- レッドおじさん
- てぃんさぐぬ花
- 安里屋ゆんた